# Barnasapkás hópinty
A barnasapkás hópinty (Leucosticte australis) a madarak osztályának verébalakúak (Passeriformes) rendjébe a pintyfélék (Fringillidae) családjába tartozó faj.

## Rendszerezése
A fajt Robert Ridgway angol ornitológus írta le 1874-ben, Leucosticte tephrocotis, var. australis néven.

## Előfordulása
Észak-Amerika nyugati részén, Kanada és az Amerikai Egyesült Államok területén honos. Természetes élőhelyei a hegyvidéki tundrák, sziklás környezetben, valamint füves völgyek. Vonuló faj.

## Megjelenése
Testhosszúsága 18 centiméter, testtömege 21-29 gramm.
|  |

## Életmódja
Főként magvakkal, rovarokkal és pókokkal táplálkozik.

## Természetvédelmi helyzete
Az elterjedési területe még nagy, de csökken, egyedszáma 45000 példány körüli és gyorsan csökken. A Természetvédelmi Világszövetség Vörös listáján veszélyeztetett fajként szerepel.